# Nittim Pedrero
Pas d'image ? Cliquez ici

a Compétitions nationales et continentales officielles uniquement.

b Matchs officiels uniquement.
Nittim Pedrero, né le 10 septembre 1997 à Albi, est un joueur de rugby à XIII français évoluant au poste d'ailier.
Formé au rugby à XV au SC Albi, il prend une double licence en rugby à XIII à Albi dans son adolescence ce qui amène le club quinziste à le mettre à l'écart. Il s'engage alors complètement au rugby à XIII et intègre l'équipe première. Il devient titulaire au poste d'ailier et est l'un des meilleurs marqueurs d'essais du Championnat de France et prend part parallèlement avec Albi à trois demi-finales de Coupe de France en 2016, 2017 et 2018.

## Biographie
Fils d'une footballeuse Kenza Pedredo évoluant à Albi reconverti dans le trail, Nittim Pedrero a un frère qui fit du rugby avant qu'une blessure l'en éloigne. Son oncle, Ahmed Boualem, est entraîneur de rugby à XIII.
Nittim pratique le rugby à XV de 7 à 14 ans au sein du SC Albi. Il décide de tenter le rugby à XIII avec Albi en double licence, mais le club quinziste opère à sa mise à l'écart en apprenant la nouvelle, Pedrero fait le choix alors de se consacrer au rugby à XIII uniquement. Il gravit les échelons jusqu'à atteindre l'équipe première, remportant au passage la Coupe de France Luc-Nitard (coupe nationale réunissant les équipes de moins de 19 ans) en 2016.
En équipe première depuis l'année 2015-2016, il devient rapidement titulaire au poste d'ailier et prend une part active dans les bonnes performances du club disputant notamment à trois reprises une demi-finale de Coupe de France en 2016, 2017 et 2018.
L'année suivante, il devient le deuxième meilleur marqueur du championnat avec 20 essais.
En 2021, dans le cadre d'une rencontre de préparation des Dragons Catalans, il est sélectionné dans le XIII du Président réunissant les meilleurs éléments du Championnat de France, il y est le seul représentant de son club.

## Palmarès
- Collectif : 
  - Vainqueur du Championnat de France : 2025 (Albi).
  - Finaliste du Championnat de France : 2024 (Albi).
  - Finaliste de la Coupe de France : 2023 et 2025 (Albi).

### Détails en sélection
| 1. | 24 septembre 2023 | Serbie  | 78-10 | Test-match | Ailier | 12 | 3 | - | - |
| 2. | 22 octobre 2024   | Ukraine | 74-8  | Qualif. CM | Ailier | 12 | 3 | - | - |

### Détails en club
| Saison    | Saison  | Championnat           | Championnat | Championnat | Championnat | Championnat | Championnat | Championnat | Coupe           | Coupe  | Sélection | Sélection | Sélection | Sélection | Sélection | Sélection | Sélection |
| Saison    | Saison  | Comp.                 | Class.      | M           | Pts         | Ess.        | Buts        | Dp.         | Comp.           | Class. | Comp.     | M         | Pts       | Ess.      | Buts      | Dp.       |           |
| --------- | ------- | --------------------- | ----------- | ----------- | ----------- | ----------- | ----------- | ----------- | --------------- | ------ | --------- | --------- | --------- | --------- | --------- | --------- | --------- |
| 2015-2016 | Albi RL | Championnat de France |             | 5           | 4           | 1           | -           | -           | Coupe de France |        |           |           |           |           |           |           |           |
| 2016-2017 | Albi RL | Championnat de France |             | 18          | 36          | 9           | -           | -           | Coupe de France |        |           |           |           |           |           |           |           |
| 2017-2018 | Albi RL | Championnat de France |             | 14          | 36          | 9           | -           | -           | Coupe de France |        |           |           |           |           |           |           |           |
| 2018-2019 | Albi RL | Championnat de France |             | 18          | 88          | 21          | -           | -           | Coupe de France |        |           |           |           |           |           |           |           |
| 2019-2020 | Albi RL | Championnat de France |             | 12          | 40          | 10          | -           | -           | Coupe de France |        |           |           |           |           |           |           |           |
| 2020-2021 | Albi RL | Championnat de France |             | 17          | 68          | 17          | -           | -           | Coupe de France |        |           |           |           |           |           |           |           |
| 2021-2022 | Albi RL | Championnat de France |             | 19          | 68          | 17          | -           | -           | Coupe de France |        |           |           |           |           |           |           |           |
| 2022-2023 | Albi RL | Championnat de France |             | 18          | 72          | 18          | -           | -           | Coupe de France |        |           |           |           |           |           |           |           |
| 2023-2024 | Albi RL | Championnat de France |             | 16          | 68          | 16          | -           | -           | Coupe de France |        |           |           |           |           |           |           |           |